# Гаваљанци
Гаваљанци или Гаваланци (грч. Βαλτούδι, Валтуди) је насељено место у општини Пеонија у периферији Средишња Македонија, Грчка. Према попису из 2021. године било је 23 становника.
Према бугарском географу и историчару, Василу Канчову, у Гаваљанцима је 1900. године живело 164 Словена хришћана. Током Другог балканског рата грчка војска је 1913. године протерала словенско становништво. Након рата у селу је неко време живело 32 мештана из струмичког краја, који су се после Првог светског рата вратили у своја села. Касније је сеоско земљиште откупио земљопоседник Зугос, на чијем имању је 1928. године живело 59 становника.